# Tratado de paz de Saint-Germain
O tratado de paz de Saint-Germain foi assinado em 5 de Agosto de 1570 no castelo real de Saint-Germain-en-Laye. Supostamente, este tratado deveria por fim à terceira guerra entre católicos e protestantes franceses (1568- 1570).
Foi assinado, pelo lado dos católicos, por Carlos IX da França, então muito jovem e controlado pela mãe, (Catarina de Médici), e, pela parte dos protestantes, por Gaspar II de Coligny. Concedia aos protestantes quatro praças fortes: La Rochelle, Cognac, Montauban e La Charité.
O tratado dispunha também que os protestantes passariam a ser admitidos nos empregos da função pública. Para além disso, estipulava o casamento de Marguerite de Valois com Henri de Béarn.
Esta paz foi de curta duração. Dois anos depois teve lugar o massacre da noite de São Bartolomeu, instigado por Catarina de Médici.